# Антонівка (Шосткинський район)
Анто́нівка — село в Україні, у Ямпільській селищній громаді Шосткинського району Сумської області. Площа — 195,0 га. Населення становить 354 осіб.

## Географія
Село Антонівка знаходиться на правому березі річки Івотка, вище за течією на відстані 2,5 км розташоване село Лісне, нижче за течією на відстані 4,5 км розташоване село Івот. Селом протікає пересихаюча річка Річечка, права притока Івотки. Відстань до Ямполя — 23 км, до залізничної станції Янпіль — 28 км.

## Історія

### Доісторичні часи
Археологічні знахідки свідчать, що люди жили тут ще за доби неоліту. Біля Антонівки виявлено поселення і майстерню того часу, у якій було знайдено понад 580 кремінних знарядь праці. Виявлені в цих місцях і поховання доби Київської Русі.

### Заснування села
Точна дата заснування села невідома, та існує легенда, що запорозькі козаки, ватажками в яких були брати Роман та Антон, заснували хутір і назвали його Романівкою. Згодом після смерті старшого брата Романа, село стали називати Антонівкою, і ця назва залишилася донині.
Біля села знайдено поклади торфу, білої крейди та сірої глини. До захоплення більшовиками тут були цегельний та порцеляновий заводи, вітряні млини.

### 20 століття
В 1917 році село входить до складу Української Народної Республіки.
Внаслідок поразки Перших визвольних змагань село надовго окуповане більшовиками. Встановлено радянську владу.
В 1932—1933 селяни пережили сталінський геноцид.
В роки німецько-радянської війни багато жителів села боролися в партизанських загонах, на території села діяла підпільна комуністична група, очолювана М. М. Бородаєм. У січні І943 року в с. Івот Шостинського району гітлерівці закатували 97 мирних жителів Антонівки.
6 вересня 1943 року в село увійшли 193-я та 354-а стрілецькі дивізії Червоної Армії, повернувши на своїх багнетах радянську владу.
З 24 серпня 1991 року село входить до складу незалежної України.

## Незалежна Україна
З 2000 року на території села діє приватне підприємство агрофірма «Надія», яка займається вирощуванням злакових, технічних культур та тваринництвом, директор В. П. Олійник.
На території села працює загальноосвітня школа І-ІІ ступенів, відділення зв'язку, фельдшерський пункт, об'єкт дозвілевої роботи, магазини.
12 червня 2020 року, відповідно до розпорядження Кабінету Міністрів України № 723-р «Про визначення адміністративних центрів та затвердження територій територіальних громад Сумської області», село увійшло до складу Ямпільської селищної громади.
19 липня 2020 року, в результаті адміністративно-територіальної реформи та ліквідації Ямпільського району, село увійшло до складу новоутвореного Шосткинського району.

## Видатні уродженці
- Рябик Іван Ілліч — український радянський діяч.